# Владыченко, Иван Максимович
Ива́н Макси́мович Влады́ченко (16 января 1924 — 19 августа 2022) — советский профсоюзный, партийный и хозяйственный деятель. Кандидат в члены ЦК КПСС (1966—1990), член Центральной ревизионной комиссии КПСС (1961—1966).

## Образование
- 1951 год — окончил Донецкий политехнический институт.

## Биография
- 1941—1945 — служба в РККА. Участник Великой Отечественной войны на Калининском и 1-м Прибалтийском фронтах.
- 1951—1952 — помощник начальника и начальник участка шахты треста «Чистяковантрацит», Донецкая область.
- 1952—1953 — второй секретарь Чистяковского горкома ВКП(б) Донецкой области.
- 1953—1959 — первый секретарь Снежнянского райкома ВКП(б) Донецкой области.
- 1959—1964 — председатель ЦК профсоюза рабочих угольной промышленности.
- 1964—1981 — секретарь ВЦСПС.
- 1981—1989 — председатель Государственного комитета СССР по надзору за безопасным ведением работ в промышленности и горному надзору (Госгортехнадзора СССР).
- С июня 1989 года — персональный пенсионер союзного значения.
- Умер 19 августа 2022 года. Похоронен в Москве на Востряковском кладбище (участок 70)[2].

## Награды
медаль «За отвагу»
- орден Октябрьской Революции
- орден Отечественной войны 1-й степени
- четыре ордена Трудового Красного Знамени
- два ордена «Знак Почёта»